# Census town
Als census town (engl. für „Zensusstadt“) werden in Indien Siedlungen bezeichnet, die bei der indischen Volkszählung (Census of India) als Städte gezählt werden, obwohl sie dies verwaltungstechnisch nicht sind. Um als Zensusstadt gezählt zu werden, muss eine Siedlung folgende Kriterien erfüllen:
- Mehr als 5000 Einwohner.
- Mindestens 75 Prozent der männlichen erwerbstätigen Bevölkerung arbeitet außerhalb des Agrarsektors.
- Die Bevölkerungsdichte übersteigt 400 Personen pro Quadratkilometer.[1]

Bei der indischen Volkszählung 2011 wurden in Indien 3894 Zensusstädte gezählt. Bei der vorigen Volkszählung 2001 hatte ihre Anzahl nur 1362 betragen.